# Перегонівка (Обухівський район)
Перего́нівка — село в Україні, в Обухівському районі Київської області. Населення становить 262 особи. Відстань до райцентру становить близько 20 км і проходить шляхом місцевого значення.
Через Перегонівку проходить одна із гілок Змієвих валів.
Під час Коліївщини через село проходив повстанський отаман Микита Швачка.
В цьому селі народилася бабуся письменника Анатолія Васильовича Кузнєцова — автора роману — документа «Бабин Яр» — Марфа Юхимівна Довгорук (Долгорук)[джерело?]